# Lushnjë
Lushnjë este un oraș din regiunea Fier, Albania.

## Personalități născute aici
- Margarita Gepa (1932-2025), actriță aromână;
- Lindita Arapi (n. 1972), scriitoare, jurnalistă.